# Nile FM
Nile FM é uma estação de rádio de língua inglesa, de propriedade privada, com sede no Cairo, no Egito, que toca música em inglês e é de propriedade da Nile Radio Productions. Nile FM vai ao ar na sintonia 104.2 FM. Um dos programas mais populares da estação é o "The Morning Show", apresentado por Mark Somers e Sally Sampson.